# فردریک دهم
فردریک دهم (فردریک آندره هنریک کریستین؛ زادهٔ ۲۶ مه ۱۹۶۸) پادشاه دانمارک است. او پس از کناره‌گیری مادرش، مارگرته دوم، در ۱۴ ژانویه ۲۰۲۴ به سلطنت رسید. این جایگزینی ۵۲ سال بعد از مرگ فردریک نهم، پدر مارگرته دوم، انجام شد. او همچنین حاکم عالی کلیسای دانمارک و فرمانده کل نیروهای مسلح دانمارک است.
فردریک فرزند ارشد مارگرته دوم و شاهزاده هنریک است. او در زمان پادشاهی پدربزرگش، فردریک نهم، به دنیا آمد و پس از به قدرت رسیدن مادرش به عنوان ملکه دانمارک در ۱۴ ژانویه ۱۹۷۲، ولیعهد دانمارک شد. او مدرک کارشناسی ارشد خود را در رشته علوم سیاسی از دانشگاه آرهوس دریافت کرد. وی همچنین در مناصب دیپلماتیک مختلفی در سازمان ملل خدمت کرده‌است. او در هر سه شاخه نیروهای مسلح دانمارک آموزش دیده‌است. او علاوه بر زبان دانمارکی به زبان‌های فرانسوی، انگلیسی و آلمانی نیز مسلط است.
در جلسه شورای حکومتی دانمارک در سال ۲۰۰۳، ملکه با ازدواج او با مری الیزابت دانلدسن، مشاور بازاریابی استرالیایی که در المپیک ۲۰۰۰ سیدنی ملاقات کرده بود، موافقت کرد. بنا بر سنت دانمارکی که شاهان یکی در میان فردریک و کریستیان نامگذاری می‌شوند، فرزند اولشان، شاهزاده کریستیان والدمار هنری جان که در نوامبر سال ۲۰۰۵ به دنیا آمد را کریستیان نامگذاری کردند.